# Парк XVIII століття (Миколаївський район)
Парк XVIII ст. — парк-пам'ятка садово-паркового мистецтва місцевого значення в Україні. Розташований у межах Миколаївського району Львівської області, в селі Заклад. 
Площа 4 га. Статус надано згідно з рішенням виконкому Львівської обласної ради від 9 жовтня 1984 року № 495. Перебуває у віданні: Обласна психіатрична лікарня «Заклад». 
Статус надано для збереження парку, закладеного в XVIII ст. довкола палацу Станіслава Скарбека.
Особливою прикрасою парку є тюльпанове дерево (Liriodendron tulipifera).

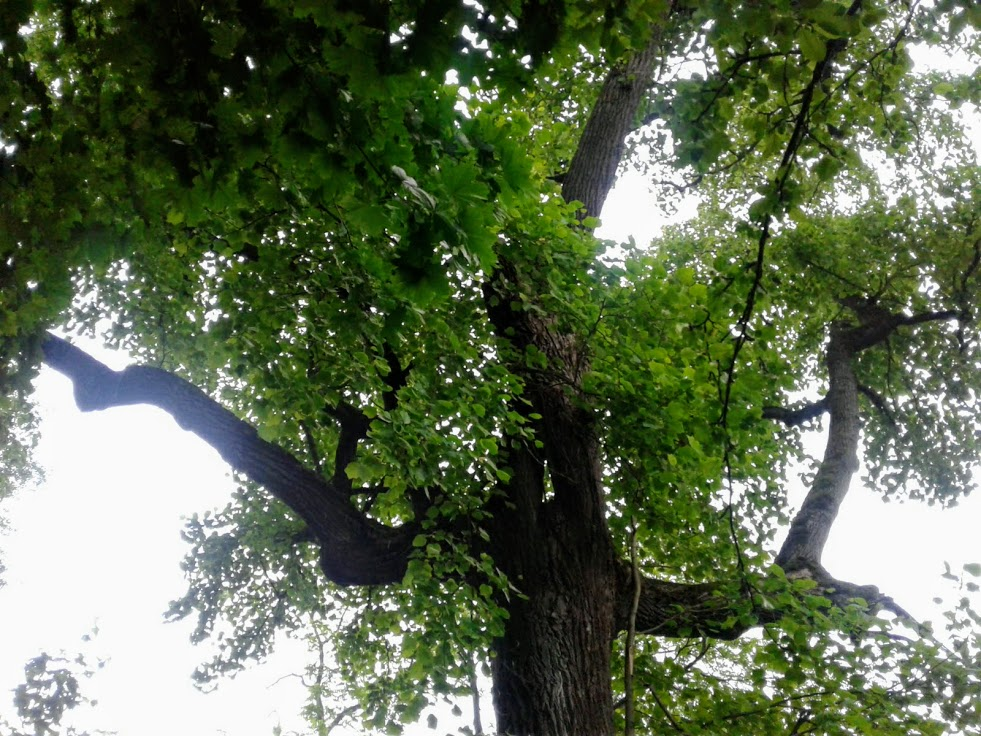